# 罗蒙诺索夫金质奖章

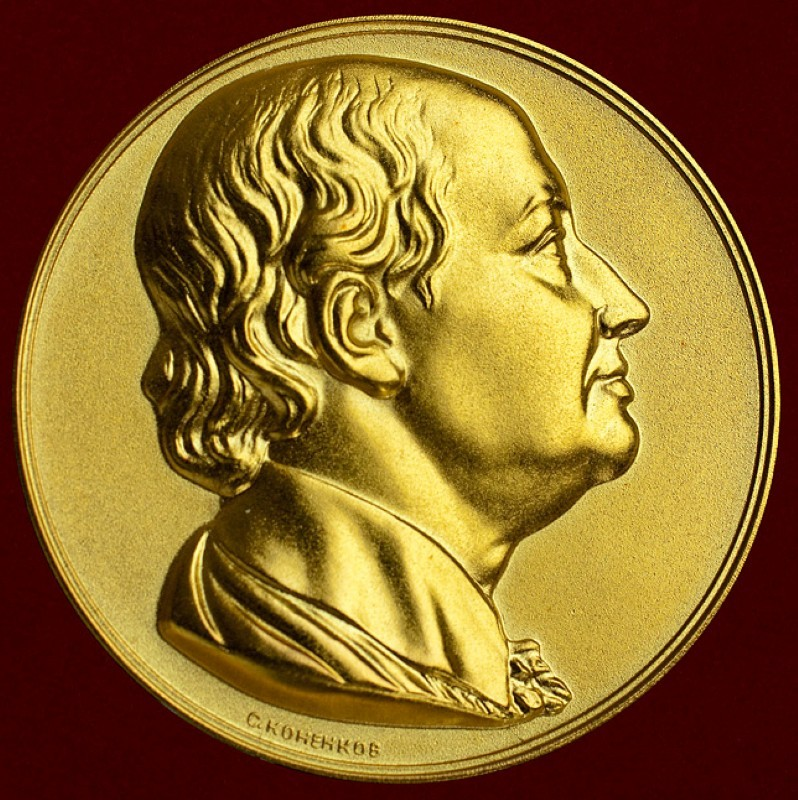
罗蒙诺索夫金质奖章

罗蒙诺索夫金质奖章（俄语：Большая золотая медаль имени М. В. Ломоносова）以俄罗斯科学家和博学家米哈伊尔·罗蒙诺索夫的名字命名，自1959年起由苏联科学院和后来的俄罗斯科学院（RAS）颁发，奖励在自然科学和人文科学取得杰出成就的人物。 
自1967年以来，罗蒙诺索夫金质奖章每年颁发两枚，授予一位俄罗斯科学家和一位外国科学家。它是俄罗斯科学院的最高荣誉。

## 历年获奖者

### 1959年
- 彼得·列昂尼多维奇·卡皮察：在低温物理学领域的累积工作。

### 1961年
- 亚历山大·尼古拉耶维奇·涅斯梅亚诺夫：在化学领域的累积工作。

### 1963年
- 朝永振一郎（日本科学院院士、日本科学理事会主席）：对于物理学发展的重要科学贡献。
- 汤川秀树（日本科学院院士、京都大学基础研究所主任）：对于理论物理学发展的杰出贡献。

### 1964年
- 霍华德·瓦尔特·弗洛里教授（英国皇家学会主席）：对于药物的发展的杰出贡献。

### 1965年
- 尼古拉·瓦西列维奇·别洛夫（英语：Nikolay Belov (geochemist)）：在结晶学领域的累积工作。

### 1967年
- 伊戈尔·叶夫根耶维奇·塔姆：在基本粒子理论和其他理论物理领域的杰出成就。
- 塞西尔·鲍威尔教授（英国皇家学会会员）：在基本粒子物理领域的杰出成就。

### 1968年
- 弗拉基米尔·亚历山德罗维奇·恩格尔哈特（英语：Vladimir Engelgardt）：在生物化学和分子生物学上的杰出成就。
- 伊什特万·鲁斯尼亚克（英语：István Rusznyák）（匈牙利科学院主席)：在医学领域的杰出成就。

### 1969年
- 尼古拉·尼古拉耶维奇·谢苗诺夫：在物理化学上的杰出成就。
- 居里奥·纳塔教授（意大利）：在高分子化学上的杰出成就。

### 1970年
- 伊万·维诺格拉多夫：在数学上的杰出的研究。
- 阿尔诺·当茹瓦（英语：Arnaud Denjoy）（法国科学院会员）：在数学上的杰出成就。

### 1971年
- 维克托·安巴楚勉：在天文学和天体物理学领域的杰出成就。
- 汉尼斯·阿尔文 (教授，瑞典皇家科学院院士）：在等离子体物理学和天体物理学领域的杰出成就。

### 1972年
- 尼科洛·穆斯赫利什维利（英语：Nikoloz Muskhelishvili）：在数学和力学上的杰出成就。
- 马克斯·施滕贝克（英语：Max Steenbeck）（德意志民主共和国科学院正式院士）：在等离子体物理学和应用物理学的杰出成就。

### 1973年
- 亚历山大·帕夫洛维奇·维诺格拉多夫：在地球化学上的杰出成就。
- 弗拉迪米尔·佐贝克（英语：Vladimír Zoubek）（捷克斯洛伐克科学院正式院士）：在地质学上的杰出成就。

### 1974年
- 亚历山大·伊万诺维奇·采利科夫（英语：Alexander Tselikov）：在冶金和金属技术上的杰出成就。
- 安格尔·巴莱夫斯基（英语：Angel Balevski）（保加利亚科学院正式院士）：在冶金和金属技术上的杰出成就。

### 1975年
- 姆斯季斯拉夫·克尔德什：在数学、力学和空间研究上的杰出成就。
- 莫里斯·洛伊（法国科学院正式院士）：在力学及其应用上的杰出成就。

### 1976年
- 谢苗·沃尔夫科维奇：在化学和磷技术以及发展苏联的农业化学化的科学基础上的杰出成就。
- 赫尔曼·克拉雷（德意志民主共和国科学院正式院士）：在化学和人造纤维技术上的杰出成就。

### 1977年
- 米哈伊尔·阿列克谢耶维奇·拉夫连季耶夫：在数学和力学上的杰出成就。
- 莱纳斯·鲍林（美国国家科学院院士）：在化学和生物化学上的杰出成就。

### 1978年
- 阿纳托利·彼得罗维奇·亚历山德罗夫：在核科学和技术上的杰出成就。
- 亚历山大·R·托德教授（英国皇家学会主席）：在有机化学领域的杰出成就。

### 1979年
- 亚历山大·伊万诺维奇·奥巴林：在生物化学上的杰出成就。
- 贝洛·瑟凯福尔维-纳吉（匈牙利科学院正式院士）：在数学上的杰出成就。

### 1980年
- 鲍里斯·叶夫根耶维奇·帕通（英语：Borys Paton）：在冶金和金属技术上的杰出成就。
- 雅罗斯拉夫·科热什尼克（英语：Jaroslav Kožešník）（捷克斯洛伐克科学院正式院士）：在应用数学和力学上的杰出成就。

### 1981年
- 弗拉基米尔·亚历山德罗维奇·科捷利尼科夫：在无线电物理学，无线电工程和电子学上的杰出成就。
- 帕夫莱·萨维奇（英语：Pavle Savić）（塞尔维亚科学艺术学院正式院士，南斯拉夫社会主义联邦共和国）：在化学和物理学上的杰出成就。

### 1982年
- 尤里·鲍里索维奇·哈里顿：在物理学上的杰出成就。
- 多萝西·霍奇金教授（伦敦皇家学会会员）：在生物化学和晶体化学上的杰出成就。

### 1983年
- 安德烈·库尔萨诺夫（英语：Andrey Kursanov）：在生理学和植物的生物化学上的杰出成就。
- 阿卜杜勒·萨拉姆教授（巴基斯坦）：在物理学上的杰出成就。

### 1984年
- 尼古拉·博戈柳博夫：在数学和理论物理学上的杰出成就。
- 鲁道夫·穆斯堡尔教授（联邦德国）：在物理学上的杰出成就。

### 1985年
- 米哈伊尔·亚历山德罗维奇·萨多夫斯基：在地质学和地球物理学上的杰出成就。
- 吉列尔莫·哈罗教授（墨西哥）：在天体物理学上的杰出成就。

### 1986年
- 斯维亚托斯·尼古拉耶维奇·费奥多罗夫（英语：Svyatoslav Fyodorov）：在眼科和眼睛显微手术上的杰出成就。
- 约瑟夫·日曼（捷克斯洛伐克科学院主席）：在生物化学上的杰出成就。

### 1987年
- 亚历山大·米哈伊洛维奇·普罗霍罗夫：在物理学上的杰出成就。
- 约翰·巴丁教授（美国）：在物理学上的杰出成就。

### 1988年
- 谢尔盖·刘维奇·索博列夫 (死后)：在数学上的杰出成就。
- 让·勒雷 教授（法国）：在数学上的杰出成就。

### 1989年
- 尼古拉·根纳季耶维奇·巴索夫：在物理学上的杰出成就。
- 汉斯·贝特教授（美国）：在物理学上的杰出成就。

### 1993年
- 德米特里·谢尔盖耶维奇·利哈乔夫：在人文科学上的杰出成就。
- 约翰·加尔布雷斯教授（美国）：在经济学和社会科学上的杰出成就。

### 1994年
- 尼古拉·康斯坦丁诺维奇·科切特科夫（英语：Nikolay Kochetkov）：在糖化学和有机合成上的杰出成就。
- 詹姆斯·杜威·沃森教授（美国）：在分子生物学上的杰出成就。

### 1995年
- 维塔利·拉扎列维奇·金兹堡：在理论物理学和天体物理学上的杰出成就。
- 阿纳托尔·亚伯拉罕教授（法国）：在凝聚态物理和核物理研究方法上的杰出成就。

### 1996年
- 尼古拉·尼古拉耶维奇·克拉索夫斯基（英语：Nikolay Krasovsky）：在控制论的数学理论和微分对策理论上的杰出成就。
- 弗里德里希·希策布鲁赫教授（联邦德国）：在代数几何和代数拓扑上的杰出成就。

### 1997年
- 鲍里斯·谢尔盖耶维奇·科洛夫（英语：Boris Sergeyevich Sokolov）：在研究早期地球生物圈上的杰出成就，发现古代Wend地质系统和在化石珊瑚上的经典工作。
- 弗兰克·普莱斯（英语：Frank Press）教授（美国）：在固体地球物理上的杰出成就。

### 1998年
- 亚历山大·索尔仁尼琴：对俄罗斯文学、语言和历史的杰出贡献。
- Yosikazu Nakamura教授（日本）：对斯拉夫语研究和俄罗斯文学和文化在日本的传播的杰出贡献。

### 1999年
- 瓦伦丁·亚宁（英语：Valentin Yanin）：在对中世纪的俄罗斯的考古研究上的成就。
- 迈克尔·穆勒-维勒教授（德国）：在研究中世纪早期俄罗斯对外关系上的成就。

### 2000年
- 安德烈·维克托罗维奇·加蓬诺夫-格列霍夫：在电动力学、等离子物理和物理电子学领域的基础性工作。
- 查尔斯·汤斯教授（美国）：在量子电子学上的基础性工作，导致了脉泽和激光的发展。

### 2001年
- 亚历山大·谢尔盖耶维奇·施普瑞（英语：Alexander Spirin）：在核酸结构和核糖体功能研究上的成就。
- 亚历山大·里奇教授（美国）：在核酸结构和核糖体功能研究上的成就。

### 2002年
- 奥莉加·拉德任斯卡娅：在数学上的杰出成就。
- 里纳特·卡尔松教授（瑞典）：在数学上的杰出成就。

### 2003年
- 叶夫根尼·恰佐夫：在心脏病学上的杰出成就。
- 迈克尔·狄贝基教授（英语：Michael DeBakey）（美国）：在心脏病学上的杰出成就。[1]

### 2004年
- 古里·马尔丘克：对创造解决核反应堆物理、大气和海洋物理问题的新模型和方法的杰出贡献。
- 爱德华·诺顿·洛伦茨教授（美国）：在发展大气的一般性循环理论和耗散系统的混沌吸引子理论上的重要成就。[2]

### 2005年
- 尤里·安德烈耶维奇·奥西皮安：在固态物理学上的杰出成就。
- 彼得·B·赫希教授（英国）：在固态物理学上的杰出成就。

### 2006年
- 尼古拉·帕夫洛维奇·拉维奥罗夫：在地质学和地球物理学上的杰出成就。
- 罗德尼·查尔斯·尤因（英语：Rodney C. Ewing）教授（美国）：对于核燃料循环和核废物管理的研究。

### 2007年
- 安德烈·阿纳托利耶维奇·扎利兹尼亚克（英语：Andrey Zaliznyak）：在语言学研究上的杰出成就。
- 西蒙·富兰克林（英语：Simon Franklin）教授（英国）：在俄罗斯的历史和文化研究上的杰出成就。

### 2008年
- 叶夫根尼·马克西莫维奇·普里马科夫：在社会科学发展上的杰出贡献。
- 埃莱娜·卡雷尔·当科斯（英语：Hélène Carrère d'Encausse）教授（美国）：在研究苏联和后苏联俄罗斯的政治和社会进程上的杰出成就。

### 2009年
- 瓦迪姆·伊万诺夫：在生物有机化学发展上的杰出贡献。
- 野依良治教授（日本）：在有机化学和催化不对称合成发展上的杰出贡献。

### 2010年
- 斯巴达克·别利亚耶夫：在物理学上的杰出贡献。
- 杰拉德·特·胡夫特教授（荷兰）：在物理学上的杰出贡献。

### 2011年
- 弗拉基米尔·亚历山德罗维奇·塔塔科夫斯基：在化学上的杰出贡献。
- 罗德·霍夫曼教授（美国）：在化学上的杰出贡献。

### 2012年
- 格列布·弗谢沃洛多维奇·多布罗沃斯基：在土壤科学领域的杰出贡献。
- 理查德·沃伦·阿诺德教授（美国）：对理论和应用土壤科学发展的杰出贡献，建模了不同景观下的土壤行为。

### 2013年
- 路德维希·法捷耶夫：对量子场论和基本粒子理论的杰出贡献。
- 拉克斯·彼得教授（美国）：对流体动力学孤子理论的杰出贡献。

### 2014年
- 阿纳托利·德雷夫杨科：对于他的杰出贡献，发展一个新的基础科学概念的形成现代物理人类及其文化。
- 斯万特·帕博教授（瑞典）：在考古学和古遗传学领域的杰出成就。[3]

### 2015年
- 列昂尼德·克尔德什：对隧穿现象的物理，包括半导体中的隧穿效应的杰出贡献。
- 保罗·科克姆教授（加拿大）：在超快物理，包括阿秒范围和用前所未有的空间和时间分辨率研究原子和分子中的电子波函数的干涉过程上的杰出贡献。

### 2016年
- 德米特里·G·克诺雷：在核酸化学、生物高分子的亲和修饰领域的杰出贡献，成为了药理学的最重要的领域——治疗性核酸和基因治疗技术的发展。
- 西德尼·奥尔特曼教授（加拿大和美国）：在生物化学中核酸领域的杰出贡献，发现核酸的催化活性和创造新的生物活性物质。

### 2017年
- 尤里·奥加涅相：在复杂原子核的相互作用领域的基础研究和超重元素“稳定岛”假设的实验证实。
- 比约恩·强森 （页面存档备份，存于）教授（瑞典）：对原子核结构和奇异的最轻核的稳定性的研究，以核子的稳定性为边界。

### 2018年
- 约瑟夫·伊萨耶维奇·吉特尔松（英语：Joseph Isaevich Gitelzon）：验证发展了生物物理学的生态学方向，取得大量基础性实践成果，尤其是生物发光现象的海洋及实验室研究。
- 马丁·查尔菲教授（美国）利用绿色荧光蛋白开发生物发光现象分析的新方法

### 2019年
- 格奥尔基·谢尔盖耶维奇·戈利岑（英语：Georgy Golitsyn）：研究地球大气物理学、发展气候变化理论
- 保罗·克鲁岑教授（荷兰）：验证大气化学成分，评估生物地球化学循环在气候形成过程中的作用

### 2020年
- 謝爾蓋·彼得羅維奇·諾維科夫：积极推动拓扑学在俄罗斯复苏，解决拓扑学、非线性波理论、量子力学及场论的基础性问题。
- 约翰·米尔诺教授（美国）：发现多维球面上的非标准光滑结构，解决拓扑学和动力系统理论的基本问题。

### 2021年
- 格奥尔基·帕夫洛维奇·格奥尔基耶夫（俄语：Георгиев, Георгий Павлович）：针对高等真核生物的基因组结构及表现发布经典著作
- 理察·羅伯茨教授（英国）：对原核及真核基因组、RNA剪接、基因鉴定限制酶和甲基化酶的研究有巨大贡献。[4]